# Židova strouha (přírodní památka)
Židova strouha je přírodní památka podél stejnojmenného potoka v Táborské pahorkatině na rozhraní okresů České Budějovice a Tábor. Chráněné území spravuje Krajský úřad Jihočeského kraje.

## Předmět ochrany
Předmětem ochrany je geomorfologicky významné kaňonovité údolí s fragmenty přirozených reliktních borů na skalách, významnými lišejníkovými a mechovými společenstvy s řadou významných rostlinných a živočišných druhů.

## Dostupnost
Přírodní památka je přístupná po žluté turistické stezce z Bechyně do Týna nad Vltavou, která několikrát bez můstků překonává potok.